# Pirnatova koča na Javorniku
Pirnatova koča na Javorniku (1156m) je planinska postojanka malo pod vrhom Javornika (1240m) v Idrijskem hribovju. Zgrajena je bila leta 1952 in se imenuje po planincu prof. Maksu Pirnatu. Upravlja jo Planinsko društvo Javornik - Črni vrh in je odprta ob sobotah, nedeljah in praznikih. Ima gostinski prostor s 32 sedeži in točilni pult. Prenočišče nudi v 3 sobah s 22 posteljami in v skupni spalnici s 15 ležišči. V bližini stoji lesen razgledni stolp.

## Dostopi
- iz Črnega vrha nad Idrijo skozi Kanji dol (2h)
- s Cola po SPP mimo kmetije Lazar (3h)

## Ture
- na Javornik (1240 m) 10 min.